# Certosa di Pavia (klooster)

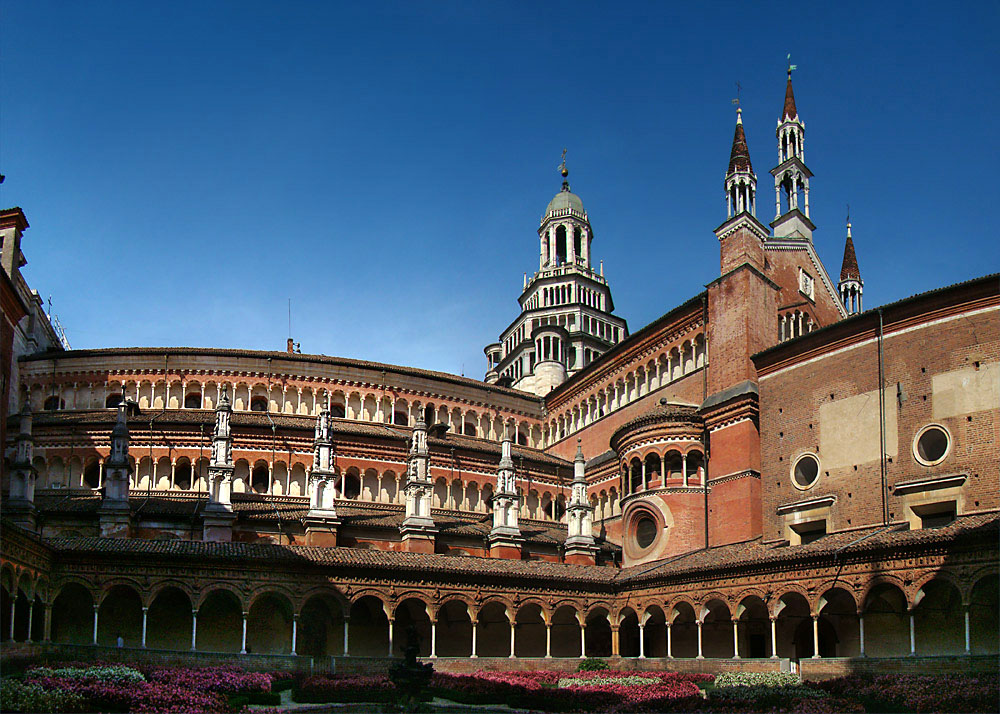
Certosa di Pavia

Certosa di Pavia is een klooster gelegen in Lombardije in het noorden van Italië. Het klooster is gesitueerd langs een groot jachtterrein van de Visconti-familie, dicht bij een dorpje met dezelfde naam in de provincie Pavia, 8 kilometer ten noorden van Pavia. Het werd gebouwd in de jaren 1396 tot 1495. Het is een van de grootste kloosters in Italië. Heden ten dage wordt het klooster door cisterciënzer monniken bewoond.

## Geschiedenis
De eerste hertog van Milaan Gian Galeazzo Visconti, gaf de ontwerp- en bouwopdracht aan architect Marco Solari. De eerste steen werd gelegd op 27 augustus 1396, zoals te lezen is op een reliëf in de façade. De bouwplaats was strategisch gekozen halverwege  Milaan en Pavia, de tweede stad van de graaf. 
Een gedeelte van het complex, de kerk, werd gebouwd in gotische stijl, als mausoleum voor de Visconti's en werd voltooid in 1465. De kerk bevat een aantal fresco's en glas-in-loodvensters.

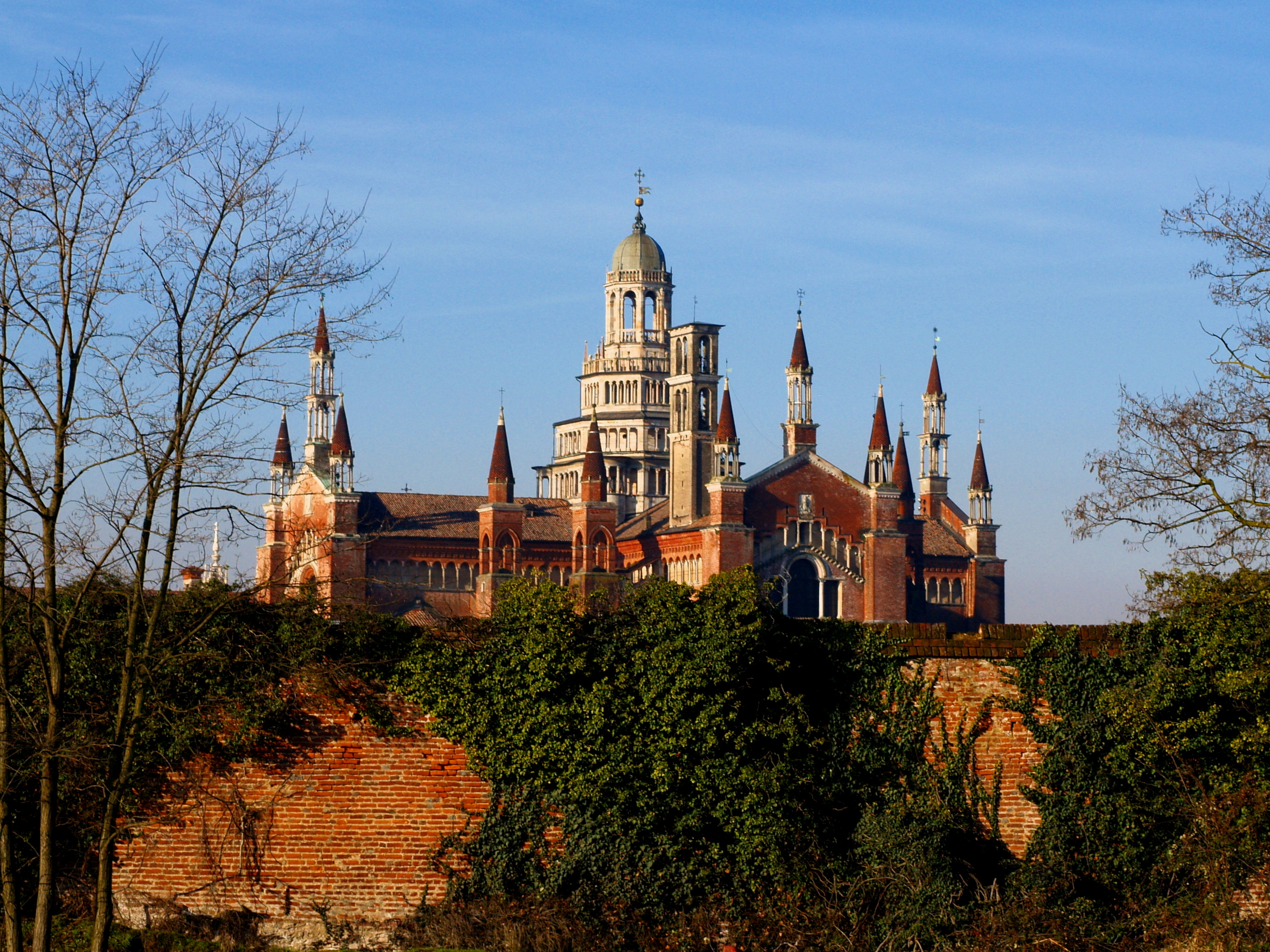
Totaaloverzicht
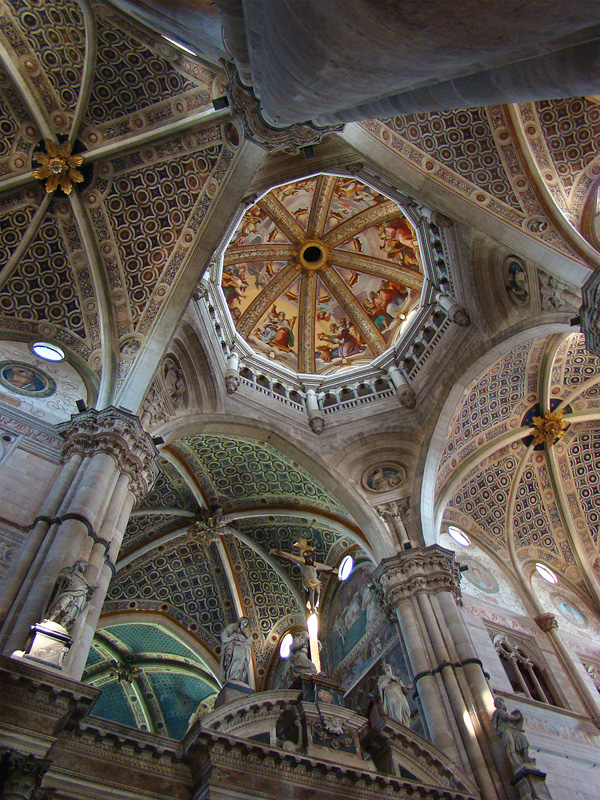
Interieur van de kerk
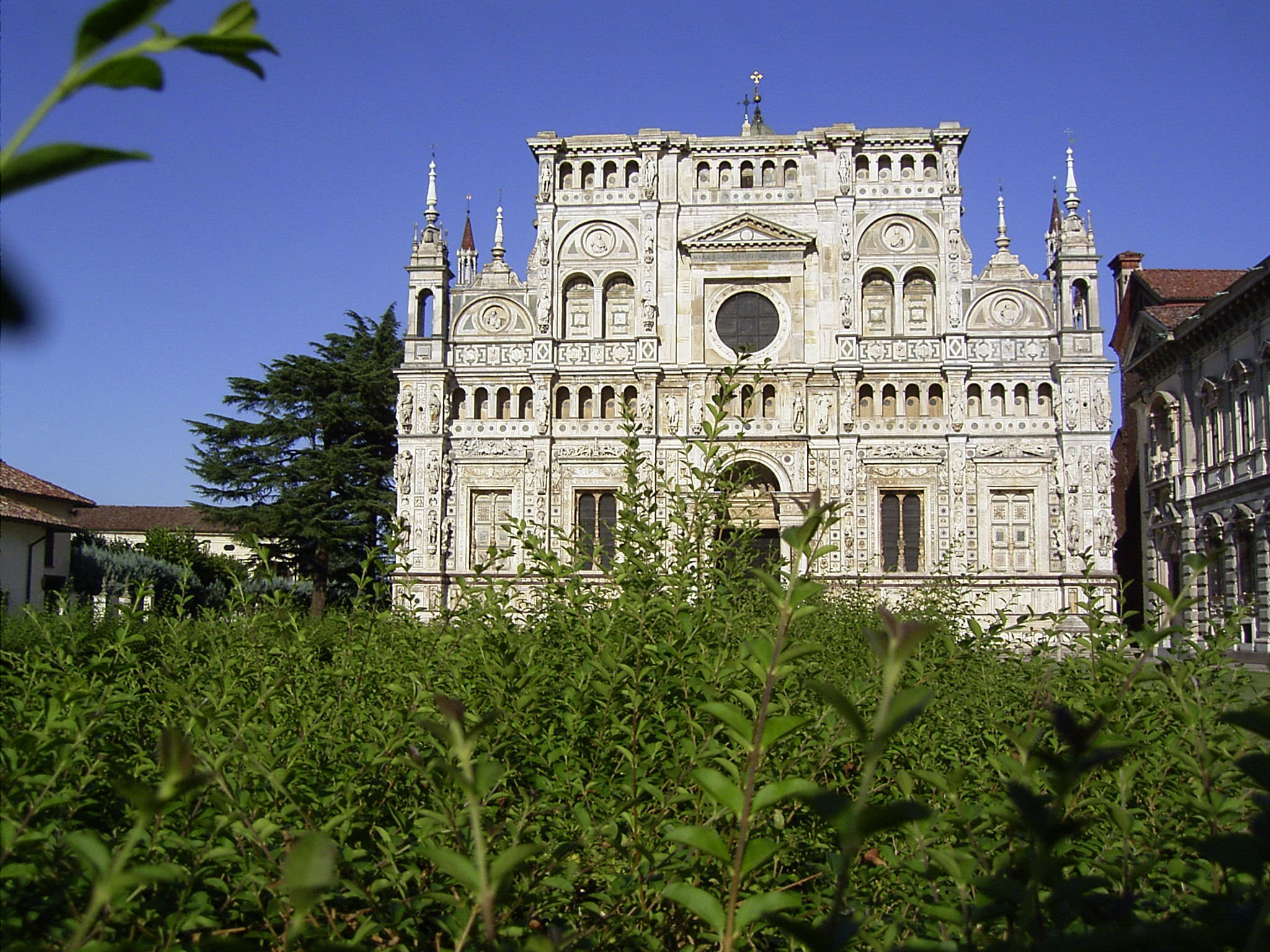
Vooraanzicht van de façade
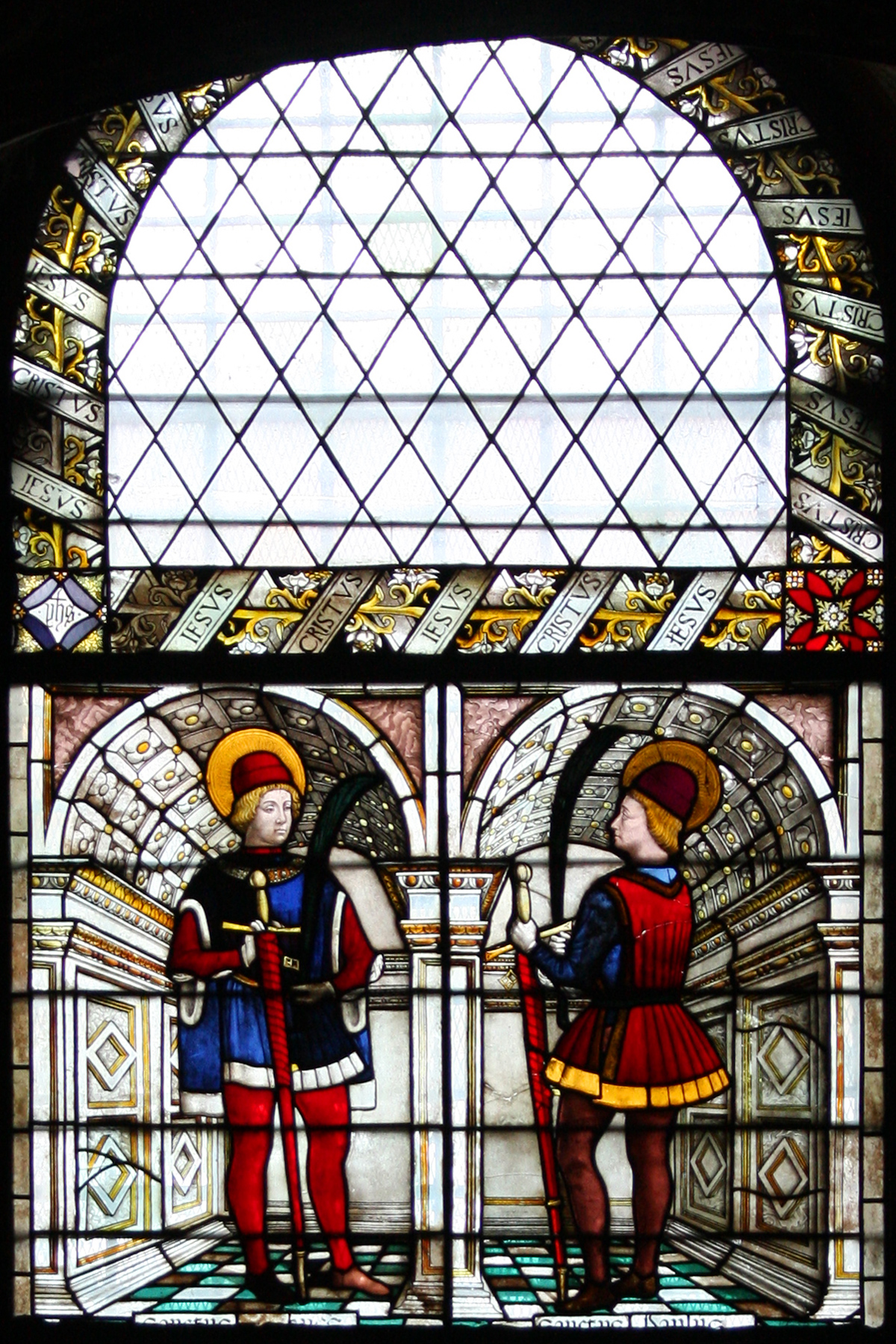
Glas-in-loodraam
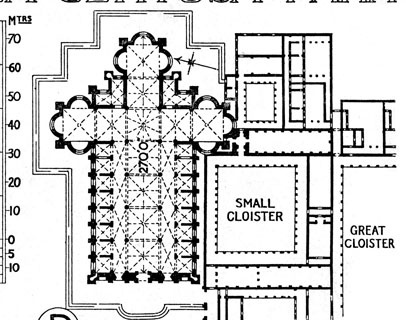
Plattegrond
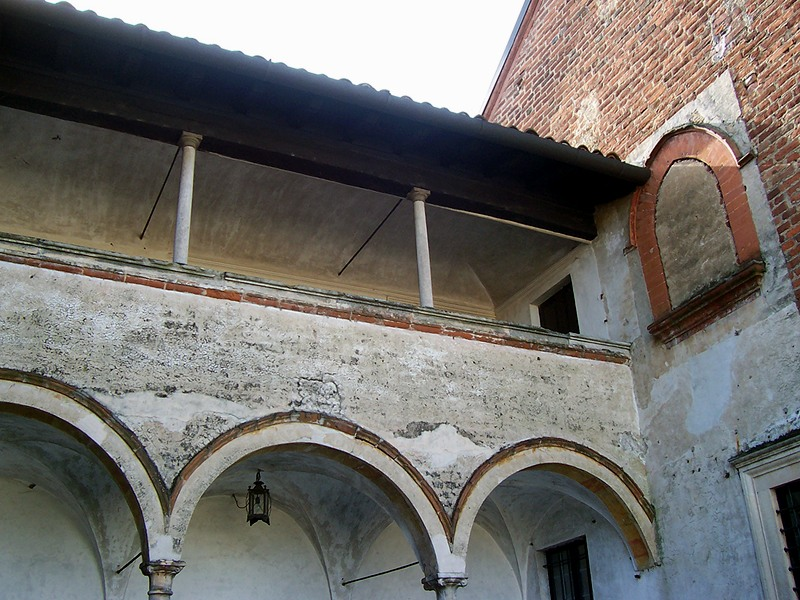
Detail

## Begraven
- Ludovico Sforza
- Beatrice d'Este
- Gian Galeazzo Visconti
- Isabella van Frankrijk